# گرابوویتس (شهرستان خاینووکا)
گرابوویتس (به لهستانی:  Grabowiec) یک روستا در لهستان است که در گمینا دوبیچه تسرکیونه واقع شده‌است.